# 李先念
李先念（1909年6月23日—1992年6月21日），乳名全伢，号克念:1，湖北黃安人，中国共产党和中华人民共和国政治人物，原正国级领导人，中国人民解放军高级将领，继刘少奇后第三位中国国家主席，木匠出身。1927年12月，加入中国共产党，并担任中国工农红军第四方面军指挥领导工作，参与长征，之后率领西路军西征失败。抗日战争期间，担任新四军第五师师长等职位。第二次国共内战期间，与刘伯承、邓小平晋冀鲁豫部队进入中原。中华人民共和国成立后，其出任中共湖北省委书记、湖北省军区领导职位。之后担任国务院副总理，协助周恩来主持经济方面工作，并于“文化大革命”后期参与怀仁堂事变。80年代后，其先后担任中共中央副主席、中华人民共和国主席、全国政协主席等职务，还是第八至十届中共中央政治局委员，第十一届、十二届中共中央政治局常委。他被认为是邓小平主政时期的「中共八大元老」之一，政治立场保守、反对大幅度改革开放，六四天安门事件时公开表态支持中央决定。1992年6月21日，李先念因病在北京逝世，享年83岁。

## 生平

### 红军时期
清宣統元年（1909年）农历5月6日，李先念出生于湖北黄安李家大屋，在兄弟姐妹中排行第八:1。其父李承元，其母王氏:4。李先念10岁读私塾，12岁起先后在家乡和汉口学木工:8-13。1926年10月参加农民运动，任乡农民协会执行委员，并加入中国共青团:16。
1927年11月，李先念参加黄麻起义，12月加入中国共产党。黄麻起义失败后，率领游击队坚持斗争。1928年秋，李先念率游击队编入中国工农红军第十一军第三十一师第五大队，任副班长，参加了反三次会剿的战斗。1929年底，李先念任中共高桥区委书记、苏维埃政府主席，陂安南县委书记、苏维埃政府主席，组织群众运动。

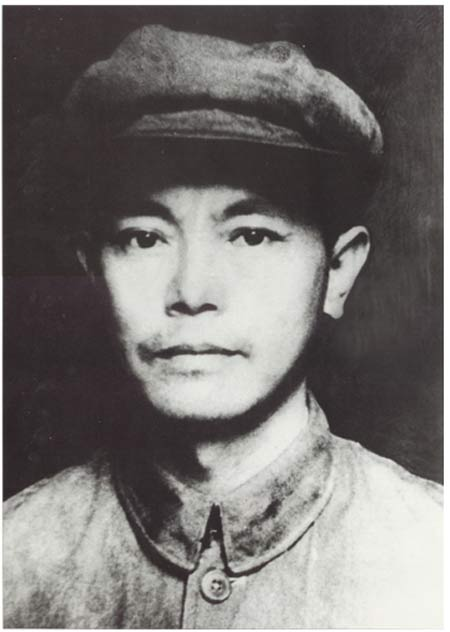
任红三十军政委时的李先念

1931年10月，李先念加入红军，任红四方面军第十一师三十三团政治委员，率部参加黄安战役、商潢战役、苏家埠战役、潢光战役，立下卓著战功，方面军总部授予三十三团“共产国际团”称号。1932年7月，李先念任第十一师政治委员，指挥部队参与豫鄂皖苏区第四次反围剿，在冯寿二、七里坪、胡山寨等地战斗中，重创国军。10月，红四方面军主力由鄂豫皖边区向西进行战略转移。李先念指挥所部在枣阳新集和土桥铺地区冲破国军的围攻堵击，为全军打开通路，并在危急时刻保证了红四方面军总部的安全。子午镇战斗中，李先念身负重伤，仍坚持指挥战斗。同年12月底，全军越过大巴山，进抵四川通江，创建川陕根据地。李先念此时被任命为西北革命军事委员会委员。
1933年5月，空山坝战斗中，李先念率部迂回敌后，切断国军退路，为战斗胜利做出突出贡献。7月，李先念任红三十军政治委员。10月，在宣达战役中，李先念率部攻占达县，缴获大批军用物资。11月，国军对川陕苏区发动六路围攻，李先念与红四方面军副总指挥王树声负责指挥西线部队抗击四路国军。后红军发起反攻，李先念率部在黄猫垭地区围歼国军14000余人。1934年1月，李先念被选为中华苏维埃共和国中央执行委员。
1935年3月，李先念指挥所部参加嘉陵江战役，并率一部兵力先后攻克青川、平武，抢占战略要地摩天岭。5月，率方面军一部由岷江地区西进，策应红一方面军的行动、迎接中共中央。6月，先头部队在懋功同红一方面军会师。李先念向毛泽东等汇报川西北形势和红四方面军的情况。8月，李先念与代军长程世才指挥包座战斗，歼灭胡宗南部第49师。在沙窝会议上，李先念被增补为中共第六届中央候补委员。9月，由于张国焘拒绝执行中共中央的北上方针，李随红四方面军再次过草地，南下川康边，参与绥崇丹懋战役、百丈关战役，后又与红二方面军北上，到达甘肃会宁。
1936年10月，红军三大主力会师后，中央军委命令红四方面军一部西渡黄河，执行《宁夏战役计划》。李先念指挥红三十军在靖远县虎豹口突破黄河:65，与其他部队协同占领一条山、五佛寺等地。11月11日，中共中央决定渡河部队组成西路军，执行建立河西根据地、打通远方的任务。李先念被任命为西路军军政委员会委员:99，指挥红三十军先后在凉州和永昌之间同国军马步芳部激战，歼灭国军4000余人，后又在倪家营子与国军激战40天。1937年3月西路军失败后，李先念任西路军工作委员会委员，负责统一军事指挥，率余部翻越祁连山分水岭，穿过戈壁滩，于4月底到达甘肃、新疆交界处星星峡，在陈云、滕代远的接应下，转至迪化:261-275。

### 抗日战争时期

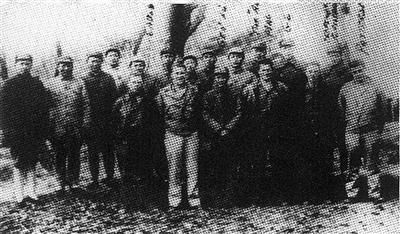
1944年，新四军第五师师长李先念（前排右4）与被营救的美军飞行员合影。

1937年12月14日，李先念乘飞机从迪化出发到达兰州，再乘汽车于26日返回延安:313。李先念到达延安后，先后在抗日军政大学、中共中央马列学院学习。1938年11月，李先念任中共豫鄂边区省委军事委员会副主任、军事部长。1938年底，李率新四军竹沟留守处一百余人南下湖北，会合和聚集中共领导的零散武装力量，开展游击战争。1939年6月中旬，中共鄂中区党委在京山县养马畈召开扩大会议，决定成立新四军豫鄂独立游击支队，李先念任司令员。李先念指挥新街战斗等多次战斗，部队迅速发展到9000余人。
1939年11月，中共豫鄂边区党委在四望山会议，确定将鄂中、鄂东、豫南等地武装统一整编为新四军豫鄂挺进纵队，李先念任司令员。李先念率领部队多次击退日军扫荡，并击败国军程汝怀部。1940年5月，李先念指挥部队进军白兆山，占领平坝，继而渡过襄河，开辟襄西根据地。
皖南事变后，豫鄂挺进纵队改称新四军第五师，李先念任师长兼政委。1941年12月，李先念发起侏儒山战役，歼灭日伪军5200余人，控制汉川、汉阳、沔阳地区。1942年，李先念指挥部队坚持鄂豫皖地区抗战，并在鄂南地区建立游击根据地。5月，新四军第五师改由中央军委直接指挥。12月，日军扫荡大悟山地区，李先念率师部跳到外线作战，粉碎日军的“铁壁合围”。1943年1月，李先念兼任中共鄂豫边区委员会书记。
1944年，李先念指挥部队进行攻势作战，组成豫南游击兵团，向河南发展。稍后，又开辟了淮北新根据地。10月，李先念又任鄂豫皖湘赣军区司令员兼政治委员。1945年1月，新四军第5师在大悟山区与王震的八路军南下支队会师，随后以南下支队为基础成立了湘鄂赣军区。至1945年8月，李先念麾下有主力部队4.7万余人，民兵30余万人。

### 第二次国共内战时期

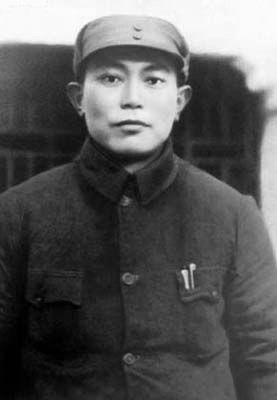
中原军区司令员李先念

1945年10月，李先念部与王树声河南军区、王震南下支队组建中原军区，任中共中央中原局副书记、中原军区司令员。在中原军区组建前后，李先念发动桐柏战役，歼灭国军7000余人。
1946年1月，李先念部以宣化店为中心集结。李先念先赴汉口，后在宣化店协助周恩来等就中原问题同国民党进行谈判。由于国军压迫，中原军区部队于1946年6月26日发起中原突围。李先念在率部跳出国军包围圈后，创建豫鄂陕边根据地。在根据地工作全面展开之后，于9月29日返回延安，之后在延安遥控中原战事。参与中原突围的部队，除皮定钧部进入苏皖解放区、王震率359旅进入陕甘宁边区外，大都在游击战中损失。1947年3月国军胡宗南部进攻共产党军队总部延安时，中原部队在外线各地进行游击作战的有1万人左右，这些部队牵制了国民政府军的作战。
1947年5月，李先念任中原局第二副书记、晋冀鲁豫野战军副司令员。7月，率领由中原突围部队一部组成的晋冀鲁豫野战军第十二纵队从晋城出发南下，先后攻占河南通许、扶沟等地，11月抵达河南光山，同刘伯承、邓小平部会师。随后，李先念协助刘邓在中原地区进行军事和政治工作的领导，开辟大别山根据地。
1948年，李先念任重建的中原军区第二副司令员，与邓子恢在开封参与领导淮海战役的后勤保障工作。1949年5月，李先念任中共湖北省委书记、省政府主席、省军区司令员兼政治委员，主持湖北党、政、军全面工作。

### 中华人民共和国成立初期
中华人民共和国成立后，李先念出任中共湖北省委书记、湖北省军区司令员兼政治委员；并于1950年当选首任湖北省人民政府主席（即省长），主持建立各级人民政府、剿匪反霸、稳定物价、统一财政经济管理、土地改革、镇压反革命，以及团结知识分子和各界人士等一系列工作，取得显著成绩。1952年2月，李先念兼任武汉市委书记和市长。3月，湖北省成立了以李先念为主任委员的荆江分洪委员会，至1953年4月，荆江分洪工程全部竣工。1953年1月，李先念兼任中共中央中南局副书记、中南行政委员会副主席。
1954年9月，李先念任国务院副总理。10月，兼任国务院财贸办公室主任，负责综合管理财政部、粮食部、商业部、对外贸易部、中国人民银行和指导全国供销合作总社的工作。在社会主义改造中，李先念提出建议，在工农业产品货源已为国营经济掌握的情况下，城市要允许私营零售商继续经营，农村要发挥小商小贩在流通领域的作用，恢复农村集市贸易，允许农民出售完成统购任务后的多余农产品，以活跃城乡市场，方便人民生活。李先念还建议改善财务管理，调整国家和企业、中央和地方的关系，改变中央管得过多、过细的作法和过分集中的体制，适当扩大地方财政管理权限，调动各方面的积极性。1956年，李先念支持周恩来、陈云反对冒进的意见，坚持1957年的经济计划应实行“保证重点，适当收缩”的方针。
1956年，在中共八届一中全会上，李先念当选为中央政治局委员，在中共八届五中全会上增选为中央书记处书记。1958年批判反冒进，李先念受到批评。1959年庐山会议期间，李先念指出经济生活中存在的一些虚假现象和浮夸风，提出了六条具体调整措施，因此被指责为“思想右倾”。
三年困难时期，李先念负责统一指挥粮油棉的突击调运，采取各种措施加强粮食管理，提出增加粮食进口和减少征购；还就抑制物价上涨、减少财政赤字等问题，提出6条措施，还主持起草了控制货币发行和控制财政管理的两个决定。1962年4月，李先念任中央财经小组副组长。
有共产党内部高官指出李先念是提前征收口粮导致信阳事件的始作俑者。

### 文化大革命时期
在“文革”中，他成为周恩来在主持经济工作方面的主要助手。期间中国经济徘徊不前。1967年2月，李先念被指为“二月逆流”成员受到批判，江青称其为“附和错误路线”。1968年，李先念被下放到北京市北郊木材厂劳动。1969年，中共九届一中全会上，李先念继续担任中央政治局委员。九一三事件后，李先念继续担任国务院的领导工作，并任军委办公会议成员。李先念筹划葛洲坝水利枢纽工程、霍林河煤矿、焦枝铁路的建设和武钢一米七轧机的引进，支持从外国进口43亿美元的成套设备和单机的方案以及建设远洋船队。
1973年中共十届一中全会上，李先念继续担任中央政治局委员。文革后期，李先念继续担任国务院副总理，协助邓小平进行全面整顿。在“反击右倾翻案风”中，李先念被迫“休息”。1976年的怀仁堂事变，李先念是主要决策人之一。

### 改革开放时期

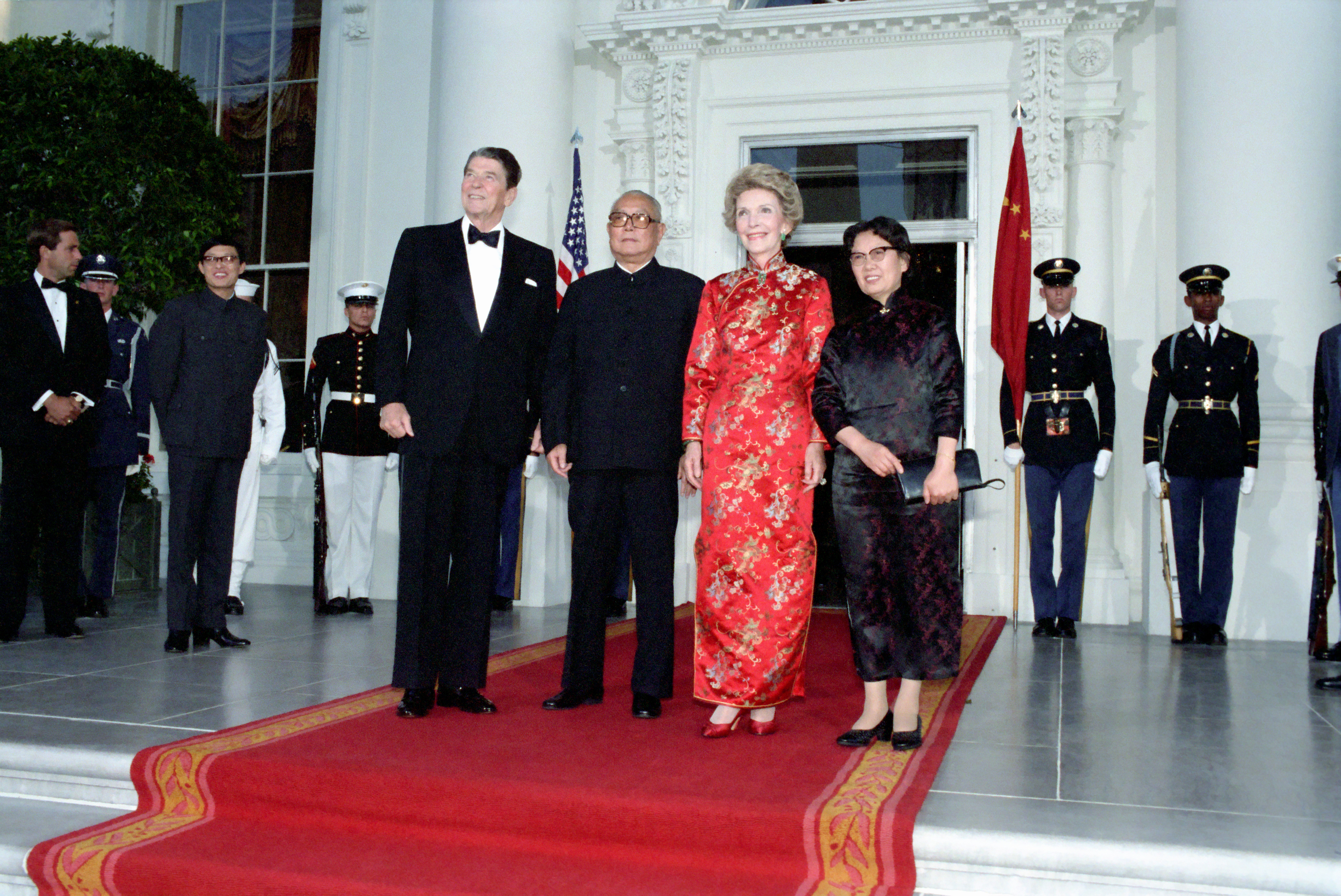
1985年7月23日，李先念、林佳楣与美国总统里根及其夫人合影

文革结束后，李先念在中共十一届一中全会上当选中共中央政治局常委，并出任中共中央副主席，党内排名第四，仅次于华国锋、叶剑英和邓小平。1979年3月，李先念任国务院财政经济委员会副主任。1980年，李先念卸任国务院副总理职务。1981年春到1988年，李先念主持中央外事工作领导小组的工作。1982年，中共十二届一中全会上，李先念连任中共中央政治局常委，党内排名第五，在国务院总理赵紫阳之后。

#### 当选国家主席
1982年12月4日，第五届全国人民代表大会第五次会议审议通过新的《中华人民共和国宪法》，决定重新设立文革期间被毛泽东提议废除的中华人民共和国主席和副主席职务。1983年6月，第六届全国人大第一次会议，李先念當選為中華人民共和國主席，他當選時為74岁，成为继毛泽东、刘少奇之后，中华人民共和国第三任国家主席。1984年里根访华期间，他曾与里根讨论台湾问题。1985年7月22日至31日，李先念访问美国。这是中美自1979年建交以来，中华人民共和国国家元首第一次到访美国。1985年9月，在中国共产党全国代表会议后，排名第二的中央政治局常委叶剑英退休，李先念在党内的排名由第五上升为第四，仅次于时任中共中央总书记胡耀邦、时任中共中央顾问委员会主任兼中央军委主席邓小平和时任国务院总理赵紫阳。
李先念长期在计划经济年代主持经济工作，具有计划经济保守思想，反对大幅度的改革开放，是保守式的人物。因不便公开反对邓小平，其主要反对目标指向1980年代期间主要经济改革派人物赵紫阳。赵紫阳在《改革历程》一书中回忆李先念对他的反对，不仅是观点上的分歧，而且表现出的是一种仇恨。1987年11月，为推动干部新老交替，李先念在中共十三届一中全会后不再担任中共中央政治局常委。1988年4月，李先念任期屆滿，不再担任國家主席，其職務由另一位元老杨尚昆接替，但同时他又被安排出任第七届全国政协主席。

### 六四时期
1989年，在「六四天安门事件」中，李先念支持武力镇压。李先念此后被认为是江泽民崛起的坚强后盾。

### 去世
1992年6月21日，李先念病逝于全国政协主席任上，享年83岁。他被官方稱為“伟大的无产阶级革命家、政治家、军事家，坚定的马克思主义者，党和国家的卓越领导人”。

## 著作
- 《李先念文选》，1989年人民出版社。收入了自1935年至1988年的重要著作94篇。
- 《李先念论财政金融贸易》上下卷，1992年中国财政经济出版社。收录1950—1991年关于财政、金融、供销合作社、粮食、对外贸易、物价等方面的著述。
- 《李先念建国初期文稿选集》2002年中央文献出版社。收入1949年至1954年的重要著作190篇。包括讲话、信函、电报、批示等。
- 《建国以来李先念文稿》共四册，2011年中央文献出版社。收人1949年7月至1992年4月的各类文稿共721余篇。
  - 第一册（一九四九年七月——一九五四年五月）
  - 第二册（一九五四年六月——一九六五年十二月）
  - 第三册（一九六六年一月——一九七六年一月）
  - 第四册（一九七七年一月——一九九二年四月）

## 荣誉

### 外国勋奖
- 罗马尼亚社会主义共和国
  -  一级罗马尼亚社会主义共和国之星勋章（英语：Order of the Star of the Romanian Socialist Republic）（1984年8月27日于布加勒斯特颁发）[25]

## 家庭
共有四个子女，三女一男。长女李劲是和前妻尚小平所生。1949年，李先念同早已相识的林佳楣（中国女医师协会名誉会长）结婚，又生育了三个孩子，分别是二女儿李紫阳（中国女医师协会副会长）、儿子李平（北京军区副参谋长，少将军衔）和小女儿李小林（中国对外友好协会前常务副会长，丈夫刘亚洲上将是国防大学政委）。